# Suazyjskie Siły Powietrzne

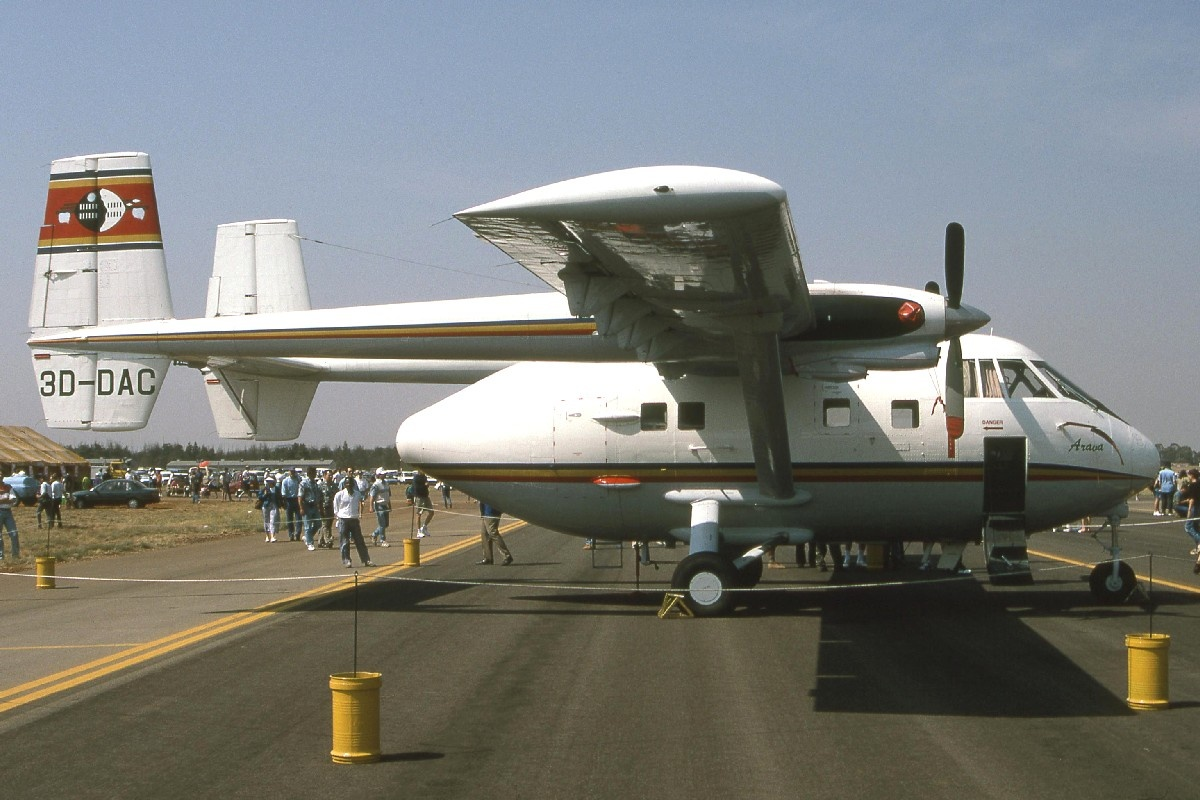
IAI Arava

Suazyjskie Siły Powietrzne – siły powietrzne Eswatini, istniejące jako skrzydło lotnictwa sił obrony Eswatini. 

## Wyposażenie
Armia Eswatini w 1979 roku pozyskała od Izraela dwie sztuki IAI Arawa. Oba samoloty zostały wycofane z służby po następujących wypadkach; 15 stycznia 1980 podczas lotu demonstracyjnego w Malawi doszło do katastrofy, w której zginęli dwaj piloci; 20 listopada 2004 doszło do następnego wypadku, w którym samolot został nieodwracalnie uszkodzony. Po utracie samolotów lotnictwo Eswatini opierało się na zdobytych w 2000 roku śmigłowcach Aérospatiale Alouette III i odebranych w 2020 tajwańskich Bell UH-1.
Stan: 2024
| Samolot                   | Kraj pochodzenia | Typ            | Wersje    | W służbie | Uwagi                                                     |
| Śmigłowce                 | Śmigłowce        | Śmigłowce      | Śmigłowce | Śmigłowce | Śmigłowce                                                 |
| ------------------------- | ---------------- | -------------- | --------- | --------- | --------------------------------------------------------- |
| Aérospatiale Alouette III | Francja          | wielozadaniowy | SA 316B   | 3         | podarowane przez Republikę Południowej Afryki w 2000 roku |
| Bell UH-1                 | Tajwan           | wielozadaniowy | UH-1H     | 2         | podarowane przez Tajwan w 2020 roku                       |